# Lotte Fochler-Frömel
Lotte Fochler-Frömel, auch andere Namensschreibweisen, (geboren als Charlotte Fochler 1. Mai 1884 in Wien, Österreich-Ungarn; gestorben 1. August 1972  in Wien) war eine österreichische Designerin.

## Leben
Charlotte Fochler war eine Schwester des Malers Franz Fochler. Sie heiratete den Architekten Franz Frömel, die Kunstgewerblerin Charlotte Frömel war eine Tochter.
Fochler-Frömel absolvierte die Fachschule für Kunststickerei und studierte dann bei Josef Hoffmann an der Wiener Kunstgewerbeschule. Sie war Mitglied des Österreichischen Werkbunds, 1908–14 arbeitete sie für die Wiener Werkstätte. Sie entwarf Stoffe für die Firma Haas, modische Accessoires, auch Lederarbeiten. Später war sie in Berlin und München als Mode- und Stoffdesignerin für verschiedene Firmen tätig.
Ein Teil ihres aus Aquarellen, Zeichnungen, Entwürfen für Stoffmuster, Puppen und Mode sowie Photos ihrer Arbeiten bestehenden Nachlasses wird in der Bibliothek und Kunstblättersammlung des Museums für angewandte Kunst in Wien aufbewahrt.